# Labarna Ier
Labarna Ier était un roi hittite d'environ 1680 av. J.-C. à environ 1650 av. J.-C.. Labarna est le traditionnel fondateur de l'ancien royaume hittite. On sait d'après l'édit de Télipinu qu'il a établi sa capitale à Kussara. Il aurait étendu son royaume du centre de l'Anatolie à la mer Méditerranée. Il installa ses fils comme gouverneur dans plusieurs villes (Tuwana, Hupsina, Landa, Lusna ; l'emplacement de ces villes est inconnu mais on suppose qu'il s'agit de Tyana, Cybistra, Laranda et Lystra).
Labarna Ier n'est peut-être pas le premier roi du royaume hittite comme on le dit parfois, mais il est en tout cas celui qui a fait prendre de l'importance à ce royaume.